# Whim
Whim es una localidad de Trinidad y Tobago, que forma parte de la parroquia de St. David.

## Geografía
La localidad abarca parte de la isla de Tobago y limita al norte con Les Coteaux y Mason Hall (esta última localidad perteneciente a la parroquia de St. George), al sur con Mount Marie e Idlewild-Whim (ambas localidades pertenecientes a la parroquia de St. Andrew), al este con Mount Grace (localidad perteneciente a la parroquia de St. Andrew) y al oeste con Mary's Hill y Black Rock (esta última localidad perteneciente a la parroquia de St. Patrick).

## Demografía
Datos demográficos de la localidad de Whim:
| Gráfica de evolución demográfica de Whim entre 2000 y 2011 |
|                                                            |